# Dragoste la zero grade
Dragoste la zero grade este un film de comedie românesc din 1964 regizat de Geo Saizescu și Cezar Grigoriu.
„Un film cu multă dragoste, cu întâmplări neprevăzute, dar și cu final previzibil, cu încurcături care-l solicită pe spectator și bune momente de umor”.
Cântece și balet comic, multe încurcături amoroase, bună dispoziție pe schiuri și fără schiuri, feerie muzicală în... Poiana Soarelui!

## Distribuție
- Iurie Darie — Andrei, tehnician TV
- Florentina Mosora — Oana, fostă strungăriță, studentă la Politehnică
- Dem Rădulescu — Brică, pilonist la Uzinele Victoria, iubitul Ilincăi
- Coca Andronescu — Ilinca („Ilie”), șoferiță de camion, prietena cea mai bună a Oanei
- Elena Bodeanu — Claudia, iubita lui Andrei
- Dumitru Rucăreanu — Nică, tehnician TV
- Mihai Popescu — Tudor, inginerul echipei TV
- Nae Roman — moș Pavel, tatăl Ilincăi, cabanierul de la Cabana Vânătorului
- Nucu Păunescu — nea Gore, maistru la Uzinele Victoria
- Ovid Teodorescu — chelnerul de la restaurantul din Poiana Brașov
- Gioni Dimitriu
- Savu Rahoveanu
- Cristina Dan

## Primire
Filmul a fost vizionat de 3.444.092 de spectatori în cinematografele din România, după cum atestă o situație a numărului de spectatori înregistrat de filmele românești de la data premierei și până la data de 31 decembrie 2014 alcătuită de Centrul Național al Cinematografiei.

## Legături extene
- Dragoste la zero grade (1964)[nefuncțională – arhivă]